# Grote Geert
De Grote Geert is een koren- en pelmolen in het dorp Kantens in de Nederlandse provincie Groningen.
De molen werd oorspronkelijk in 1818 gebouwd als lage stellingmolen. Waarschijnlijk als gevolg van windbelemmering van de molen door de uitbreiding van het dorp werd de molen in 1852 verhoogd. De onderbouw heeft hierdoor een opvallende rechte vorm. De molen is thans enkele malen per week op vrijwillige basis in gebruik. Als een van de weinige pelmolens in Groningen wordt hier ook daadwerkelijk nog regelmatig gepeld. De molen is prachtig gelegen aan het Boterdiep en is voorzien van zelfzwichting.
In de jaren 1954 en 1979 werd de molen gerestaureerd. De fa. Dunning begon in maart 2005 met een noodzakelijke restauratie. Op 19 mei werden de nieuwe roeden gestoken en eind juni is de molen weer opgeleverd. In 2008 is de molen geheel opnieuw gedekt met riet. Naast de molen staat nog de voormalige stookhut.
De molen is geopend op zaterdagmiddag en op de Nationale Molendag en open monumentendag en als de molen draait.

## Technische gegevens
- Wieksysteem: Zelfzwichting, Van Bussel, remkleppen/zelfzwichting, oudhollandse voorzomen
- Vang: IJzeren hoepelvang met duim.
- Bovenwiel of aswiel: 66 kammen
- Overige molen- of aandrijfwielen: Bonkelaar: 35 kammen
- Kammenluitafel: 28 kammen
- Luiaswiel: 26 kammen
- Elevatorwiel: 12 kammen
- Wiel koekenbreker: 16 kammen
- Spoorwiel: 101 kammen
- Pelschijflopen: 20 en 22 staven
- Maalschijfloop: 30 staven